# Juan Ameller y Mestre
Juan Ameller y Mestre (1743-1824) fue un farmacéutico español.
Ejerció de farmacéutico y de profesor de Farmacia en Barcelona. Fue designado individuo honorario de la Real Academia Médica Matritense.
Asimismo, en 1789 lo eligieron miembro de la Academia de Ciencias Naturales y Artes de esa misma ciudad. En el informe que emitió para que fuese admitido, José Comes destacó sus «prendas personales, aplicación, capacidad y luces», así como sus conocimientos de historia natural y química, lo que, en suma, le confería una «particular disposición para hacer progreso en este ciencia».
Tomó parte en los trabajos preliminares para la publicación de una farmacopea nueva de la ciudad de Barcelona y del principado de Cataluña.